# عبد الله باش أعيان
عبد الله ضياء الدين باش أعيان العباسي الهاشمي القرشي سياسي وفقيه وقاضي عراقي شغل عدة مناصب إدارية في عهد المملكة العراقية، ينتمي إلى أسرة باش أعيان العباسية في البصرة والتي تعود في نسبها إلى الخلفاء العباسيين.

## حياته
درس عبد الله على يد علماء زمانه مثل الشيخ أحمد نور الدين الأنصاري والشيخ عبد الوهاب الأنصاري والشيخ إسماعيل الكردي والشيخ أحمد الكوهجي والشيخ احمد الحلبي وأجازه أحد العلماء الألوسيين فكان عالماً فاضلاً وأديباً وشاعراً ونال رتبة إدارية من حكومة الدولة العثمانية وهي رتبة (بلاد خمس).
عيّن في مناصب منها: عضواً في محكمة التمييز بالبصرة سنة 1292 هـ، وعين عضواً في المحاكم العدلية سنة 1297 هـ، ووكيلاً لرئاسة محكمة الجزاء الشرعية والحقوق ومدعي عموم البصرة وعضواً في مجلس المعارف والأوقاف، وعضواً في مجلس إدارة الولاية مدة خمس سنوات.

## نماذج من شعره
من نظمه في مدح الامام علي بن أبي طالب :
وأقول للساقي فـديتك هاتها*** فاذا سكرت من الـمدام إليّ غـن
أيام نلتُ بها المسرة مثل ما***نلـتُ المسرّة فـي ولاء ابي حسن
قل للذي نظم القريض لغيره*** متـمثلاً في الصيف ضيّعتَ اللبن
أجهلتَ حـق محمد في حيدر***قل لي بحقك (هل أتى) نزلت لمن

## من مؤلفاته
- أعيان البصرة – مخطوط حققه الشيخ جلال الحنفي وطبع ببغداد عام 1960م.

## وفاته
توفى في البصرة عام 1340 هـ/ 1921م، ودفن في مقبرة العائلة.

## حياته الخاصة

### نسبه
عبد الله ضياء الدين بن عبد الواحد باش أعيان بن عبد اللطيف بن ياسين بن محمد بن شعيب بن أحمد بن علي بن داوود بن محمد بن مصلح بن الشيخ عبد القادر الكبير بن ساري بن حسن الظاعن بن علي الأضيع بن عبد السلام الأول بن ساري بن أحمد شهاب الدين بن محمد بن الأمير إبراهيم بن الأمير محمد نور الدين بن الأمير حسين بن الأمير يوسف بن الأمير هاشم بن المستضئ بأمر الله بن المستنجد بالله بن المقتفي لأمر الله بن المستظهر بالله بن المقتدي بأمر الله بن الأمير محمد ذخيرة الدين بن القائم بأمر الله بن القادر بالله بن الأمير إسحاق بن المقتدر بالله بن المعتضد بالله بن طلحة الموفق بن المتوكل بالله بن المعتصم بالله بن هارون الرشيد بن محمد المهدي بن أبوجعفر المنصور بن محمد بن علي بن عبدالله بن العباس بن عبدالمطلب بن هاشم.

### أبناءه
- السياسي والوزير في العهد الملكي محمد صالح العباسي (1874-1946).[7]
- محمد أمين باش أعيان العباسي